# Cueta infensa
Cueta infensa är en insektsart som först beskrevs av Walker 1853.  Cueta infensa ingår i släktet Cueta och familjen myrlejonsländor. Inga underarter finns listade i Catalogue of Life.